# Mesorhabditis inarmensis
Mesorhabditis inarmensis är en rundmaskart. Mesorhabditis inarmensis ingår i släktet Mesorhabditis, och familjen Rhabditidae. Arten är reproducerande i Sverige.